# 国际码头与仓储工会
国际码头和仓储工会（英語：International Longshore and Warehouse Union，ILWU）是主要代表美国西岸、夏威夷和加拿大不列颠哥伦比亚省的码头工人工会。在东岸，占主导地位的工会是国际码头工人协会。于1934年西海岸码头工人罢工之后于1937年成立，这场罢工持续了三个月，最终在旧金山地区举行了为期四天的总罢工。于2013年8月30日脱离美国劳工联合会和产业工会联合会 。
工会负责招聘，与太平洋海事协会签订了单一劳动合同，该合同涵盖了美国西海岸的所有29个海港，从华盛顿州贝灵厄姆到圣地亚哥；2019年，其 1.5万名码头工人的平均工资是171,000 美元。因其成员的高薪和在全球经济瓶颈上的力量，主流媒体称该工会为“工人贵族”、“码头王”。

## 20世纪历史

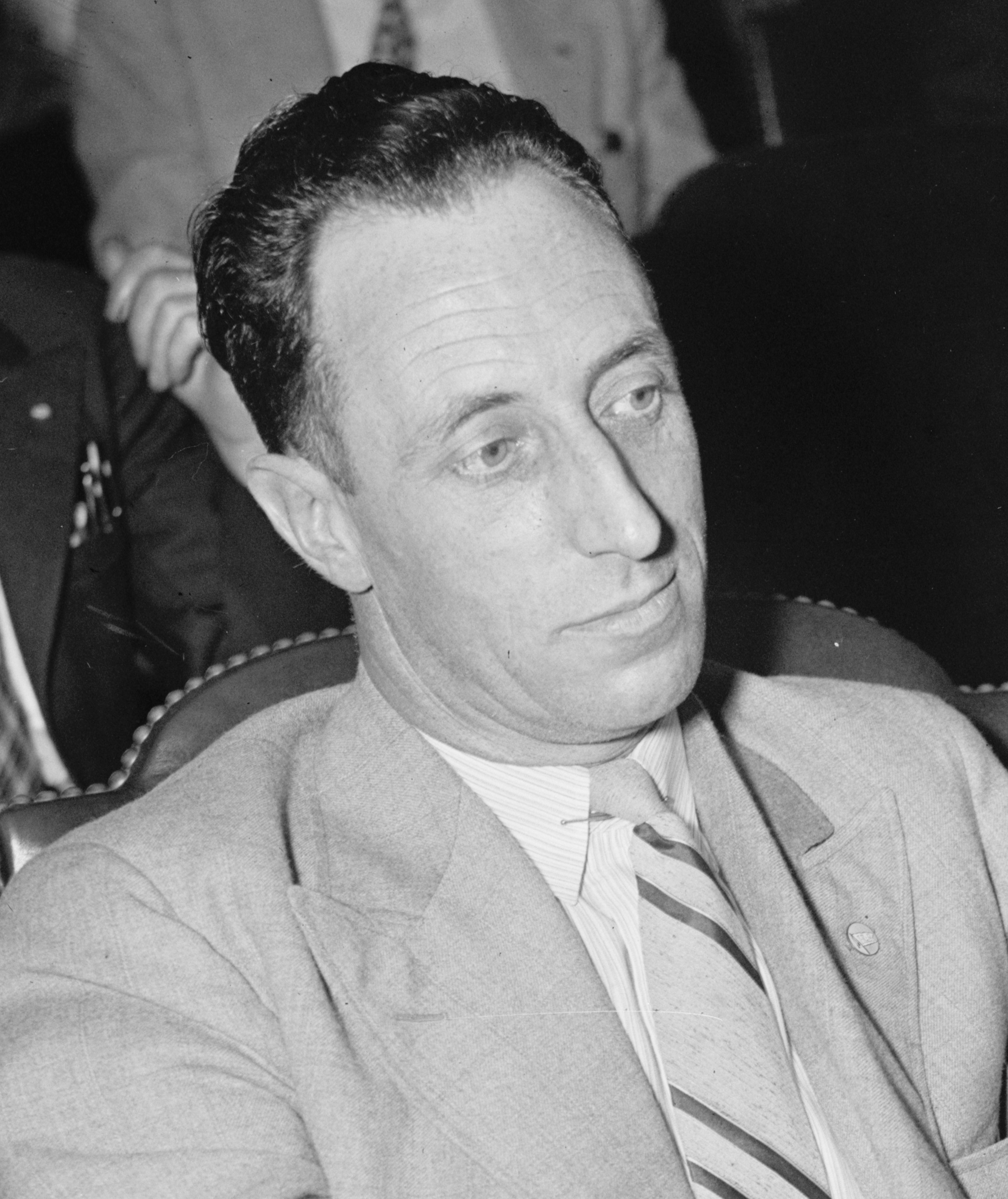
哈利·布里奇斯1934年至1977年间领导ILWU

### 1934年西海岸海滨罢工
第一次世界大战结束后的几年，西海岸港口的码头工人要么没有组织，要么由公司工会代表，当时航运公司和装卸公司在一系列失败的罢工后强制实行开放车间。当时的沿海主要港口旧金山的码头工人由一个公司工会运营的招聘大厅组织，因为该工会会员名册的颜色被称为“蓝皮书”系统。
20世纪20年代，世界产业工人曾尝试将码头工人、水手和渔民组织起来。许多前IWW成员和其他激进分子，例如澳大利亚出生的水手哈里·布里奇斯（Harry Bridges) 来到美国后成为一名码头工人，很快就加入了国际码头工人协会（ILA），1933 年《全国工业复兴法》的通过导致了西海岸码头工人中ILA会员数量激增。
这些活动人士经常在旧金山聚会，而被称为“阿尔比恩大厅小组”。他们与其他港口志同道合的活动人士进行了接触。他们强烈要求整个海岸签订统一合同、建立一个由工会运营的招聘大厅和成立一个全行业的联合会，并带领会员拒绝保守派的国际劳工协会领导层与雇主达成的软弱的“君子协议”。当雇主提出仲裁，但前提是工会同意开放车间，工会于1934年5月9日在西海岸的每个港口发动罢工。
这次罢工发生了暴力。5月15日，当罢工者袭击资方在洛杉矶圣佩德罗社区收容工贼的工事，雇主的私人警卫开枪打死了两名罢工者。旧金山、奥克兰、波特兰以及西雅图也爆发了类似的战斗。雇主们为了重开旧金山港口而展示武力，警察和罢工者在旧金山内河码头爆发了激战。7月5日，一名警察用霰弹枪向罢工纠察队和旁观者开枪，造成两名罢工者死亡。这一事件被称为血腥星期四 ，每年受到ILWU纪念。
后来国民警卫队进入海滨巡逻，工会纠察队撤退。旧金山和阿拉米达县中央劳工委员会投票决定举行大罢工，以支持码头工人，将旧金山和湾区的大部分地区关闭四天，最后工会同意对剩余的争议问题进行仲裁。
工会在那次仲裁程序中赢得了大部分要求。那些没有彻底获胜的部分，在罢工者重返工作岗位后，又通过数百次行动赢得了胜利，工会通过聘雇大厅机制逐渐从航运和码头公司手中夺取了对工时与聘雇、解雇决定的控制权。工会成员还进行了多次同情罢工，以支持其他海事工会的要求。

### 二战与非裔工人的融合

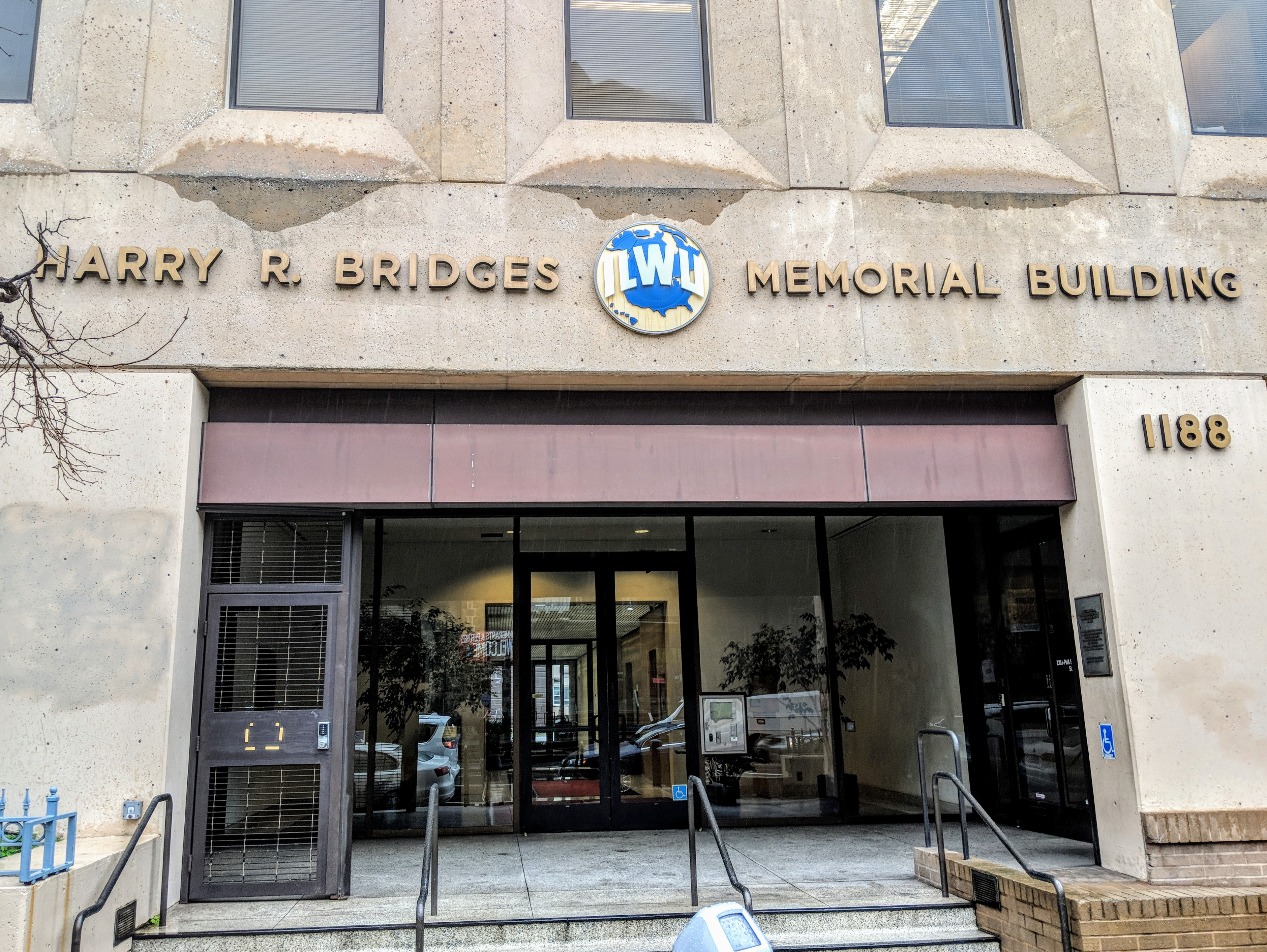
ILWU旧金山总部

ILWU在20世纪30年代开始接纳非裔工人，在二战期间，仅旧金山分部就有估计800名黑人会员。当时大多数旧金山工会将黑人工人排除在外，并抵制执行罗斯福总统在国防工业中反对种族歧视的8802号行政命令（1941年）。然而，“黑人工会成员在 ILWU [领导层] 中是一个极小的群体”，少数例外是奥克兰地区，那里的黑人成员数量比旧金山还要多。此外，旧金山地区主席理查德·林登自己也承认，ILWU未能积极晋升其黑人成员。尽管如此，根据历史学家 Albert S. Broussard 的判断，“就黑人议题方面，ILWU 在几乎所有方面都远比湾区工会进步”。随着战争期间工会开放会员资格，它经历了可观的成长。从成立之初大约有25,000名缴纳会费的会员算起，该工会的成员在第二次世界大战结束时扩大到超过 65,000名，这归功于战时生产的增加以及成功发动运动组织港口以外的仓库工人。

### 脱离劳联-产联
ILWU于2013年8月30日退出劳联-产联，指责劳联-产联不愿在其他工会成员越过ILWU纠察线以及联邦立法政策问题时惩罚他们。

### 2014年以色列船只对峙
2014年8月，阿拉伯资源和组织中心 (AROC) 组织了在奥克兰港针对以色列船只比雷埃夫斯号的大规模示威活动。大约500名反对以色列在加沙地带采取军事行动的抗议者参加了活动。AROC声称得到了ILWU码头工人的支持，他们拒绝卸下船上的货物，并表示“工人们尊重我们的抗议并站在正义一边”。然而，工会否认了这一说法，称其对加沙冲突没有采取立场，“但在出现不安全情况的情况下......工会必须保护其成员在工作场所的安全”，ILWU 发言人表示，由于示威规模和大量警察存在相关的安全问题，工人不能履行工作。然而，新闻报道和博客声称，ILWU第34、第10支部的一些成员公开支持抗议。8月21日，比雷埃夫斯号停靠另一个码头。20多名码头工人连夜完成卸货。

### 2020年纪念乔治·弗洛伊德和六月节停工
2020年6月1日六月节在ILWU在太平洋沿岸所有 29个港口停工8小时，6月9日又响应8分46秒默哀，抗议乔治·弗洛伊德案。

### 2022 年针对俄罗斯入侵乌克兰的罢工行动
针对2022年俄罗斯入侵乌克兰，ILWU表示其成员不会在美国29个港口装卸任何俄罗斯货物。工会主席表示：“通过这一声援乌克兰人民的行动，我们发出了一个信息，即我们明确谴责俄罗斯的入侵”。ILWU参与了全球港口和海事工人针对悬挂俄罗斯国旗的船舶和货物的劳工抵制活动。

## 主席
1937: Harry Bridges
1977: Jimmy Herman
1991: David Arian
1994: Brian McWilliams
2000: Jim Spinoza
2006: Bob McElrath
2018: Willie Adams